# Grankí
Grankí - Гранки (rus) és un poble de l'óblast de Penza. Rússia. El 2011 tenia 424 habitants.